# チエピン
チエピン(Thiepine)は、不飽和の七員環複素環化合物である。6つの炭素原子と硫黄原子から構成されている。
ベンゾチエピンは、1つのベンゼン環、ドスレピンやゾテピン等のジベンゾチエピンは、2つのベンゼン環が結合している。